# 春菜はな
春菜 はな（はるな はな、1988年11月8日 - ）は、日本のAV女優で元グラビアアイドル。

## 来歴
中学2年生頃胸が大きくなり始め、同時期に身長も伸び始めた。この頃のバストのカップはC〜Dカップ。ビジネスホテルの受付業務を経て、2008年12月頃知人の紹介で芸能界に入る。その後第2回日本グラビアアイドル大賞にエントリーし、2009年12月から2010年5月まで月刊チャージャーの連載企画『サラリーマンのための水着ヨガ教室』4代目モデルとして出演していた。
2010年7月1日、MUTEKIからAVデビューし、同年12月にS1に移籍した。2012年4月テレビ東京の恵比寿マスカッツのメンバーになる。初登場回のみメガネをかけていたが、その後はかけていない。2014年9月S1から溜池ゴローへ移籍。2016年11月20日、自身がプロデュースするブランド「Runawer」のウェブストアがオープンされる。
グラビアアイドル時代、AVデビューから単体活動時期は巨乳とくびれを売りにしていたが、2020年代に入り、熟女系作品に出演が多くなると、豊満ワイルドボディ、乳ビンタを売りにするようになった。

## 人物
- 趣味は寝ること。料理。
- 特技は何処でも寝られること（9時間くらい）。朝は苦手。
- デビュー当初はグラビアアイドルとして活動したが、もともとAV女優になる予定で事務所入りした[9]。人気が出てしまったため約3年間続けたが[9]、当時はAVの方が撮影が楽だと考え、早く転向したかったとのちのインタビューで答えている[9]。ただし後先考えず事務所に入ったため、AVを観たことはなかった[10]。
- 好きな食べ物はオムライス、寿司、焼き肉、チョコレート系のスナック菓子。嫌いな食べ物は、人参、グリーンピース、ドライフルーツ、抹茶。
- 2021年1月、ゲオTVアダルトニュースメディアMANGO 爆乳AV女優ランキング（2021年版）にて、第3位を獲得[11]。

## ユニット
- トッピング☆ガールズ2.0（大つけ麺博イメージユニット）
- 恵比寿マスカッツ

## 出演

### テレビ
- カード学園（TBS）
- めちゃめちゃユレてるッ!（エンタ!371）
- 恋するビリボー&コスプレ大作戦!（MONDO21）
- おねだりマスカットSP! (2012年4月4日 - 2013年3月30日、テレビ東京)
- 24時間かすみレディオ2013（2013年9月28日 エンタ!959）
- ダラケ! 〜お金を払ってでも見たいクイズ〜(2016年5月19日、BSスカパー)
- 澁谷果歩のたわわチャレンジ#11（2018年11月、エンタ!959）

### 映画
- ハンドメイドエンジェル （2010年、マジカル）
- 女心と秋の空〜ふしだらな子猫〜（2010年10月23日公開[12][13]、レジェンド・ピクチャーズ） - 川上春菜 役

### オリジナルビデオ
- ダンプガール☆涼子（2011年6月17日、GPミュージアム）主演:涼子 役
- 湾岸バッド・ガールズ（2011年11月2日、シネポップ）

### WEB
- エーワンガールズ ニュース（ニコニコ生放送・YouTube、2016年7月21日- ）
- 全裸監督2（2021年6月24日 全話配信、Netflix） - 6話、7話

## リリース作品

### イメージビデオ
2009年
1. 奇跡の美少女（1月23日 竹書房）
2. はなの舞（4月25日 エアーコントロール）
3. ハルハナ ♪ （5月25日 エアーコントロール）
4. はなドキッ ! （7月20日 ラインコミュニケーションズ）
5. ぷるん2（9月26日 彩文館出版）
6. 恋遊旅交〜暴れん坊おっぱい〜（12月18日 イーネット・フロンティア）

2010年
1. 月刊 春菜はな（2月26日 イーネット・フロンティア）
2. 発売解禁 ! （10月25日 コンセント）
3. エロキュート（12月24日 オルスタックピクチャーズ）

2011年
1. 妄想X24 S級女優の旬感エクスタシー（5月25日 ARK）
2. pg（8月25日 ターンテーブル）
3. エロキュート2（10月28日 オルスタックピクチャーズ）

2012年
1. ドラスティック vol.3（1月20日 ドラスティック）
2. 新世界 着せ替え人形（3月23日 アッパス）
3. 美女湯けむり物語（7月17日 マーレーインターナショナル）
4. 新世界 着せ替え人形2（7月23日 アッパス）
5. ドラスティック チャレンジ vol.3（9月20日 ドラスティック）
6. Be NuDE…（11月23日 STAR ANISE）

2013年
1. ドラスティック チャレンジ vol.6（1月25日 ドラスティック）

2014年
1. 美少女採集（1月23日 AQUA）
2. 24時間かすみレディオ2013 上巻（つくばテレビ）

2015年
1. Shuku-sai（12月10日 スパークビジョン）

2016年
1. 春菜はなはオレのカノジョ。（1月25日 GARDEN）
2. ヴィーナス・テルメ（4月27日 Shadow Project）

2017年
1. 湯けむり女ふたり旅（3月30日 オルスタックソフト販売）

2018年
1. Hana 揺れて!バリ島!!（12月27日、REbecca）※Blu-ray同時発売

2019年
1. ぷるるんグラマー（6月1日、ファインピクチャーズ）※Blu-ray同時発売
2. Venus-Style（11月22日、メディアブランド）※Blu-ray同時発売

2021年
1. Flower Time（3月5日、ファインピクチャーズ）※Blu-ray同時発売
2. Hana2 爆乳ハイテンション!!（5月20日、REbecca）※Blu-ray同時発売

2022年
1. ヒーリングエロス 女神たちのやすらぎのひととき 第三章（2021年7月28日、アイシス）他出演：葵百合香、一条綺美香、並木塔子、桜井ゆみ、小日向まい、浜波乃、円城ひとみ、森下美緒、平清香

### アダルトビデオ
2010年
1. 奇跡のKカップ（7月1日、MUTEKI）
2. REAL SEX（8月1日、MUTEKI）
3. LAST SEX（9月1日、MUTEKI）
4. 現役アイドル×Kカップ エスワン解禁（12月7日、S1 NO.1 STYLE）

2011年
1. Kカップ108cm究極BODY（1月7日、S1 NO.1 STYLE）
2. 3D EVOLUTION 進化し続ける立体映像で魅せる新次元セックス（2月7日、S1 NO.1 STYLE）
3. イカセ潮吹きスペシャル（3月8日、S1 NO.1 STYLE）
4. 交わる体液、濃密セックス（4月7日、S1 NO.1 STYLE）
5. 先生のKカップおっぱいがエロすぎて困るんです。（5月7日、S1 NO.1 STYLE）
6. メガ盛り顔射祭（6月7日、S1 NO.1 STYLE）
7. もんのすごい淫語セックス（7月7日、S1 NO.1 STYLE）
8. 完全服従どM秘書（8月7日、S1 NO.1 STYLE）
9. いつでもスケベな僕の彼女（9月7日、S1 NO.1 STYLE）
10. 夫の目の前で犯された若妻（10月7日、S1 NO.1 STYLE）
11. イキまくり巨根FUCK（11月7日、S1 NO.1 STYLE）
12. SSS-BODY 巨大乳房は、快楽の泉である。（12月13日、E-BODY）
13. エスワン8時間Special（12月19日、S1 NO.1 STYLE）

2012年
1. 即ズボ! ランプが光ったらどこでもセックス（1月7日、S1 NO.1 STYLE）
2. 20コス!（2月7日、S1 NO.1 STYLE）
3. 秘密捜査官の女 性奴隷にされた巨乳エージェント（3月7日、S1 NO.1 STYLE）
4. バコバコ風俗NO.1指名（4月7日、S1 NO.1 STYLE）
5. サイレントレイプ（5月7日、S1 NO.1 STYLE）
6. 春菜はなにひたすら挿入（6月7日、S1 NO.1 STYLE）
7. 春菜はなと一緒に童貞卒業♪（7月7日、S1 NO.1 STYLE）
8. 春菜はなの騎乗位スペシャル うまのり（8月7日、S1 NO.1 STYLE）
9. 童貞泥棒チェリーキャッツ 前編 『筆おろし精子、いただきます。』（9月7日、S1 NO.1 STYLE）
10. 立派なデカチンとバコバコ4時間（9月19日、S1 NO.1 STYLE）
11. オナサポNo.1（10月7日、S1 NO.1 STYLE）
12. 交わる体液、濃密セックス 乱れ咲き温泉編（11月7日、S1 NO.1 STYLE）
13. 童貞泥棒チェリーキャッツ 凌辱編 『バッコンバッコン大乱交スペシャル』（11月19日、S1 NO.1 STYLE）
14. 敏感爆乳パイズリ挟射4時間スペシャル（12月7日、S1 NO.1 STYLE）

2013年
1. スパンキングエクスタシー（1月7日、S1 NO.1 STYLE）
2. ぶっかけ（2月7日、S1 NO.1 STYLE）
3. 2012 エスワン8時間Special（2月19日、S1 NO.1 STYLE）
4. 乱れ撃ち! 肉弾ピストン（3月7日、S1 NO.1 STYLE）
5. むっちむちタイトスカートの事務員（4月7日、S1 NO.1 STYLE）
6. 乳・尻・結合が目前に迫る徹底アングル 迫力映像V（5月7日、S1 NO.1 STYLE）
7. 痴漢願望の女 巨乳OL編（6月7日、S1 NO.1 STYLE）
8. 爆乳インストラクター（7月7日、S1 NO.1 STYLE）
9. 輪姦された女教師（8月7日、S1 NO.1 STYLE）
10. バコバコ高級ソープ嬢（9月7日、S1 NO.1 STYLE）
11. 犯された春菜はな 4時間まるごとレイプSPECIAL（9月19日、S1 NO.1 STYLE）
12. ムッチムチボディコンSTYLE（10月7日、S1 NO.1 STYLE）
13. むっちむち肉感エステティシャン（11月7日、S1 NO.1 STYLE）
14. 肉感グラマー団地妻（12月7日、S1 NO.1 STYLE）

2014年
1. ムチ肉喰い込みホットパンツ（1月7日、S1 NO.1 STYLE）
2. ぬるテカ肉感オイルボディ（2月7日、S1 NO.1 STYLE）
3. 押しに弱い肉感ナース（3月7日、S1 NO.1 STYLE）
4. エスワン8時間ギリモザBEST（3月19日、S1 NO.1 STYLE）
5. おっぱい離れできないボク 気の弱いデカパイ教育実習生編（4月7日、S1 NO.1 STYLE）
6. 春菜はながイクときの絶叫（5月7日、S1 NO.1 STYLE）
7. 巨根ズボズボ（6月7日、S1 NO.1 STYLE）
8. ダブル超乳パイズリ挟射スペシャル（7月19日、S1 NO.1 STYLE）
9. 真面目すぎて何でも聞いちゃう老人介護士（8月7日、S1 NO.1 STYLE）
10. オッパイ揉みっぱなし ノンストップで乳を揉み続ける150分間（9月7日、S1 NO.1 STYLE）
11. 美熟女画報専属SPECIAL 熱撮ドキュメント 美しい若妻の濃厚な性交（10月13日、溜池ゴロー）
12. 熱帯夜（11月13日、溜池ゴロー）
13. エスワン16時間コンプリートBEST（12月7日、S1 NO.1 STYLE）
14. 私、実は夫の上司に犯され続けてます・・・（12月13日、溜池ゴロー）

2015年
1. 緊縛人妻中出し（1月13日、溜池ゴロー）
2. 妻の寝取られ記念日（2月13日、溜池ゴロー）
3. 僕だけの巨乳女教師ペット（3月13日、溜池ゴロー）
4. ボンデージガール 超絶中出し痙攣SEX（4月7日、BeFree）
5. あなた、許して・・・。男やもめのブルース3（5月7日、アタッカーズ）
6. 焼印の女2（6月7日、アタッカーズ）
7. 脱獄者（7月7日、アタッカーズ）
8. 淫猥エステルーム（8月7日、アタッカーズ）
9. 春菜はな12時間（8月13日、溜池ゴロー）
10. 緊縛女体遊戯 2（9月7日、アタッカーズ）
11. 隣に引っ越してきた巨乳お姉さんを犯して（10月7日、アタッカーズ）
12. 夫の目の前で犯されて 真夏の夜の悪夢（11月7日、アタッカーズ）
13. 春菜はながギャルでコスって中出しお宅訪問（12月7日、BeFree）

2016年
1. 巨乳インストラクター 強制女体陵辱（1月7日、アタッカーズ）
2. 触手狂宴 女捜査官悪魔の病棟（2月7日、アタッカーズ）
3. Rubber Lady ラバーに興奮する女（3月7日、BeFree）
4. 隣人に縛られて（3月7日、アタッカーズ）
5. むしゃぶりつきたい女 オナ禁ハメ禁のあげく媚薬で理性がぶっ飛んだ熟成爆乳（4月1日、Fitch）
6. 貴方だけを見つめ続ける淫語中出しソープ（5月1日、Fitch）
7. 爆乳エロコスプレイヤー 会員限定中出し撮影会（6月1日、Fitch）
8. 奴隷色のステージ31（7月7日、アタッカーズ）
9. 隣の爆乳 ショタ喰いお姉さん（8月7日、BeFree）
10. 爆乳ノーブラ女子社員と中出し一夫多妻勤務（9月1日、Fitch） ※「AV OPEN 2016」エントリー作品
11. 男達が群がる むっちり肉厚パイパン妻（10月1日、Fitch）
12. THE BEST OF 春菜はな（10月13日、アタッカーズ）※単体ベスト
13. 上から目線で男を挟む 淫語パイズリエステサロン（11月17日、Fitch）
14. 実録 人間調教ドキュメント（12月19日、Fitch）

2017年
1. 鬼女たちの宴 ラヴァーズコンチェルト（1月19日、アタッカーズ）
2. 夫の上司に支配された家（2月25日、アタッカーズ）
3. 人妻美容師痴漢電車 終わらない辱めに股間を濡らす私（3月19日、マドンナ）
4. 人妻とNTR下見旅行（4月25日、マドンナ）
5. 夫よりも義父を愛して・・・。（5月25日、マドンナ）
6. 性欲を持てあました義理の姉さんと僕 - 疼き始めた人妻の子宮（6月13日、マドンナ）
7. 狂おしいほど受精したがるはなと朝から晩までえげつない生中出しSEX（7月19日、Fitch）
8. 爆乳肉感グラマラス 春菜はなBEST12時間（8月7日、Fitch）※単体ベスト
9. 超絶倫弟にハメられまくる無防備な爆乳姉（8月19日、Fitch）
10. 爆乳女将の豊満肉体をたらふく堪能できる全裸食堂（10月1日、Fitch）
11. 爆乳エロコスプレイヤー 会員限定中出し撮影会（10月6日、Fitch）
12. 暴発ギリギリ! 淫語で焦らして寸止めパイズリまくりソープ（10月13日、ムーディーズ）
13. 女盛りの肉体で惑わせてくる息子の家庭教師（10月19日、マドンナ）
14. 究極の超乳密写 シコシコサポート（10月19日、Fitch）
15. デカ尻マニアックス（10月19日、ワンズファクトリー）
16. 爆乳Kカップのはなさんは、セクハラされまくりの保険セールスレディー（10月25日、AVS collector's）
17. 淫乱爆乳お姉さんの肉感オイル（10月25日、BeFree）
18. ガニ股騎乗の爆乳巨尻痴女（10月25日、セレブの友）
19. 春菜はなのレズ処女を波多野結衣が奪う同性愛(レズビアン)SEX（10月25日、セレブの友）
20. 巨乳若妻媚薬拘束 潮吹きイカセ（10月27日、ケイ・エム・プロデュース/REAL）
21. はだかの主婦 板橋区在住 春菜はな(28)（11月1日、プラネットプラス）
22. 彼女のお姉さんは巨乳と中出しOKでボクを誘惑（11月1日、OPPAI）
23. 親族相姦 きれいな叔母さん（11月1日、VENUS）
24. 欲求不満な団地妻と孕ませオヤジの汗だく濃厚中出し不倫（11月1日、溜池ゴロー）
25. ドリシャ!!（11月3日、ワープエンタテインメント）
26. 魔少年たちの巨乳奥様狩り19（11月3日、クリスタル映像）
27. ドリームおっぱい（11月7日、unfinished）
28. 未亡人ディストピア（11月7日、ダスッ!）
29. 超高級中出し淫語ソープ（11月7日、痴女ヘブン）
30. 凄いパイズリ、凄い挟射マニアックス（11月7日、ムーディーズ）
31. 淫語を喋る俺だけの性欲処理人形（11月13日、AVS collector's）
32. 何でも言うことを聞くデカ尻爆乳いいなり女（11月13日、セレブの友）
33. デカチン少年ウマオ君の近所のおばさんドマゾ化計画3 ～書道教室編～（11月13日、MARX）
34. ママショタ実話（11月15日 グローリークエスト）
35. 妻たちの全裸ストライキ!! ～団地妻の脱『主婦』宣言!!～（11月19日、マドンナ）
36. お隣同士のW不倫（11月25日、セレブの友）
37. BOIN GRAMMAR スケベすぎる卑猥BODY 悩殺癒やし痴女お姉さん（11月25日、ゲインコーポレーション）
38. 射肉祭（12月1日、NON）
39. 若妻の匂い それから…（12月1日、光夜蝶）
40. 嫁の母親に中出ししてしまった（12月1日、VENUS）
41. スペンス乳腺開発クリニック（12月1日、OPPAI）
42. マゾ乳中出し 神乳淫辱（12月13日、ゲインコーポレーション）
43. ベロチュウ好きの春菜はなの濃厚舐めまくりセックチュウ～（12月13日、HERO）
44. 総合婦人肌着メーカーワコスケ（12月13日、AVS collector's）
45. 花嫁崩壊 奴隷のまぐわい (12月20日、S&Mスナイパー)

2018年
1. 寸止め淫語パイズリ 最後はもの凄い挟射（1月1日、OPPAI）
2. もしも「春菜はな」が○○だったら…。(1月1日、プラネットプラス)
3. 父が出かけて2秒でセックスする母と息子 (1月1日、VENUS)
4. 行列のできるパイズリ屋さん 春菜はな直伝!たっぷりザーメン&飛ばすパイズリ (1月1日、シネマユニット・ガス)
5. 親戚の家に泊まりに行った僕が初めて見た'大人の裸'今でも興奮する衝撃的な思い出Ⅳ (1月5日、クリスタル映像/NITRO)
6. ムチムチでブリンブリンな肉触感 (1月5日、NON)
7. アナタのママになってアゲル (1月5日、光夜蝶)
8. スーパーガチンコ全裸レズバトル REVENGE WARS 2018（1月11日、ROCKET）
9. 爆乳妻が仰け反り絶頂を繰り返すミルクライン開発凄腕サロン（1月13日、Fitch）
10. こんな女に抱かれたい（2月2日、ワープエンタテインメント）
11. オッパイ揉みながら同時イキ（2月7日、OPPAI）
12. 膣コキ、尻コキ、脇コキ、股コキ。全身のハミ肉がザーメン抜きに特化! M男のチンチンを挟みコキする、パイズリ大好きKカップお姉さま（2月7日、痴女ヘブン）
13. 丸ごと!春菜はな8時間 ～爆乳Kカップを心ゆくまで愉しむオッパイ交尾13本番!!（2月7日、マドンナ）※単体ベスト
14. 「将棋が脳を育てるらしいぞ」成績が伸びない受験生の僕を心配した祖父の薦めで将棋教室に行くと巨乳おばさん棋士が待っていた。おっぱいで盤上の駒をなぎ倒す姿に脳ではなくチ○ポが育てられ勃起。「王手よ」すかさず僕のチ○ポを握るスケベな一手に打ってでた!!（2月7日、VENUS）
15. おばさんの肉体が気持ち良過ぎるから ～ボクのおばさんは超名器だった～（2月13日、ムーディーズ）
16. 僕を誘惑するカノジョの母親（2月13日、セレブの友）
17. すんごい乳首責めで中出しを誘う連続膣搾り痴女お姉さん（2月13日、本中）
18. 春菜はなの凄テクを我慢できれば生★中出しSEX!（2月13日、ワンズファクトリー）
19. 春菜はな 8時間SPECIAL（2月19日、Befree）※単体ベスト
20. 緊縛折檻未亡人（2月20日、S&Mスナイパー）
21. 僕が愛したリアルダッチドール 6（2月25日、セレブの友）
22. AV女優の春菜はながプライベートで参加した中年おやじたちのオフ会でマワされて中出しされまくった（3月9日、クリスタル映像/NITRO）
23. ヴァスティナーブ物語 ～episode ZERO～（3月9日、GIGA）
24. 痴女王の狂宴 男の潮吹き&ドライオーガズム絶頂フルコース（3月9日、ケイ・エム・プロデュース/REAL）
25. ムチムチグラマラス 爆乳痴女お姉さん (ハート)（3月13日、マザー）
26. 止まらない絶頂! 春菜はなを大満足させた! 逆ソープ天国（3月14日、アリスJAPAN）
27. デカ乳輪 パイズリ上手なKカップ爆乳妻オイルまみれ生中出しSEX はな（3月19日、エンペラー/妄想族）
28. 友人の豊満巨乳ママに発情した暴走ショタの雌穴奴隷中出し調教計画（3月19日、Fitch）
29. 優しい母さんは超絶倫の親父だけでは足りないと我慢していたみたいだけど、身近な俺に迫ってきた。さすがに母さんには反応しないと思ったけど、金玉が空っからにされるまで母さんの凄腕テクニックに悶絶してしまった俺（4月6日、NON）
30. 爆乳痴女に挟まれるデカ乳圧迫パイズリ（4月7日、ムーディーズ）
31. 爆乳姉妹 初めてのKカップレズビアン（4月13日、セレブの友）
32. 縄酔い人妻 緊縛師に寝取られた妻からのビデオレター（4月14日、AVS Collector's）
33. 汚された花嫁 4（4月25日、セレブの友）
34. 超爆乳! 春菜はなのいるおっパブ店（4月26日、ROCKET）
35. おっぱいチュパチュパ授乳シチュエーションSEX（4月26日、MAX-A）
36. ボイン大好きしょう太くんのHなイタズラ（5月3日、グローリークエスト）
37. SODロマンス 義弟に弄ばれる人妻 ～絶倫肉棒に子宮が壊れるほど犯され続けた5日間～（5月10日、SODクリエイト）
38. 爆乳×剛毛×同性愛の3Pレズビアンカップル（5月13日、セレブの友）
39. 春菜はなの淫乱過ぎるプライベートSEX再現映像（5月25日、セレブの友）
40. 僕の彼女がAV女優で毎晩中出しの同棲性活（5月26日、MAX-A）
41. 素敵なカノジョ 春菜はな Kカップ爆乳美女の近親中出しぶっかけせっくす（6月14日、BACK DROP）
42. 爆乳ご奉仕ワイフ（6月26日、マザー）
43. おばさんの肉体が気持ち良過ぎるから《後編》 ～ボクのおばさんは超名器だった～（7月1日、ムーディーズ）
44. 豊満ハミ出しボディで誘惑するムチコス痴女の下品なマラ喰い（7月1日、Fitch）
45. ラッキーな胸チラを発見し、気づかれないように見てたけど、やっぱりバレてた?! 8 ～巨乳人妻編～（7月6日、LEO）
46. エロ舌肉感グラマーBODYべろキス中毒 IV（7月6日、クリスタル映像）
47. 春菜はな、まるっと4時間ガン突かれっぱなし（7月6日、NON）
48. 肉感イズム（7月7日、ビッグ・ザ・肉道/妄想族）
49. 超爆乳の母姉妹と狭苦しい四畳半で汗だく近親相姦生活 3（7月12日、ROCKET）
50. 十字架磔拷問 II ～ワンダーレディー～（7月13日、GIGA）
51. クリトリスを刺激されっ放しでぶっ壊れる痙攣性交（8月1日、Fitch）
52. M男クンのアパートの鍵、貸します。（8月3日、ワープエンタテインメント）
53. 母子交尾 【渋沢路】（8月7日、ルビー）
54. マイクロビキニでドキッ! 巨乳20人! 水泳大会 2018（8月9日、ROCKET）
55. 絶望の昇天縄 第二縄:狂気の緊縛痙攣処刑!! 狙われた敏感爆乳社長夫人（8月19日、BabyEntertainment）
56. ワンダーレディー 完全制覇（8月24日、GIGA）
57. 完全撮り下ろし! 爆乳×デカ尻×3SEX（8月25日、セレブの友）
58. おっパブなのにまさかの本番アリ!? こっそり生ハメ中出しさせてくれる爆乳キャスト（9月1日、Fitch）
59. 憧れの母性溢れるデカ乳義母に欲情した童貞息子が優しいパイズリを懇願! 柔らかな胸に挟まれて勃起が止まらずまさかの生チ○ポ挿入! 大きなオッパイ揺らしながら早漏過ぎて何度も中出し! 3（9月14日、V&R PRODUCE）
60. 女監督ハルナのトリプルレズ ペニバンシンドローム file.03（9月19日、レズれ!）
61. 夜這い 真夜中に寝ている夫の隣で中出しされる人妻 3（9月20日、グローリークエスト）共演：麻里梨夏、黒木いくみ
62. ノンストップ凌辱 16（9月25日、セレブの友）
63. ムチムチ肉厚人妻と濃厚中出しセックス8人（10月12日、なでしこ）
64. 感じすぎていっぱいおもらしごめんなさい…15（10月25日、セレブの友）
65. 社内の爆乳上司はパワハラで部下を誘惑する淫乱ドスケベ痴女（11月7日、WEEKENDER）
66. 美人若妻媚薬拘束潮吹きイカセ 4時間スペシャル（11月9日、ケイ・エム・プロデュース/REAL）
67. バードスワン 背徳洗脳（11月9日、GIGA）
68. 発情熟女たちのガニ股ディルドオナニー!!（11月13日、セレブの友）
69. 春菜はな まるごと完全収録 1135分BEST（11月13日、セレブの友）※単体ベスト
70. おっぱい108センチKカップ女優 春菜はなが温泉旅館にナマ潜入! 合宿に来ていた汗臭男たちの勃起チ○ポを爆乳使ってヌキほぐし（11月13日、ドバドバ大作戦/HERO）
71. オイルボイン 爆乳Kカップぬるぬる変態水着（11月23日、クリスタル映像）
72. 挑発面接室（11月30日、ワープエンタテインメント）
73. 「こんなおばさんでもいいのかしら♥」もうタマらないお色気ムンムン熟女たちの賞味期限はまだまだ先よスペシャルっ!! Part 3（12月7日、LEO）
74. 春菜はなの世界（12月13日、AVS collector’s）※単体ベスト
75. 完全撮り下ろし最高級昇天映像!! 秘奥淫爆絶頂放置責め ～逃げられず内部爆発する残酷なプッシー・オルガ～ II（12月19日、BabyEntertainment）
76. 春菜はな 8時間 PERFECTBEST（12月19日、OPPAI）

2019年
1. 春菜はな 8時間 SPECIAL COLLECTION（1月11日、クリスタル映像）※単体ベスト
2. パートちゃん。発育良すぎ… Kカップ はな 居酒屋勤務の｢むっちむち｣「爆乳」｢ドM｣三拍子揃ったメガネ地味主婦、店長と絶賛不倫中（1月12日、ビッグモーカル）
3. 完全主観で楽しむ春菜はなとの新婚生活（2月1日、プラネットプラス）
4. デカ尻ボインでムッチムチ♪（2月1日、MARRION）※「AV OPEN 2018」人妻・熟女部門 エントリー作品
5. このたびウチの妻（30）が整備士見習いのバイト君（20）にねとられました…→くやしいのでそのままAVOPお願いしますfeat.ドラレコNTR (2月1日、JET映像) ※「AV OPEN 2018」素人部門 エントリー作品
6. 実家の事業資金の連帯保証で着衣揉みされてネトラレた爆乳主婦（2月7日、unfinished）
7. 巨大ヒロイン ラブレア ～THE LAST BATTLE～（2月8日、GIGA）
8. ぷるるん巨乳で早漏息子を徹底射精管理するフェロモン母のおっぱい激揺れ騎乗位（2月13日、VENUS）
9. 性欲が強すぎる母 (浮気癖あり) に、愛する彼氏を寝取られた。（3月13日、VENUS）
10. 朝のゴミ捨て場ですれ違うノーブラ奥さん（3月22日、人妻花園劇場）
11. AV女優 裸コレクション 第九弾（3月22日、V&R PRODUCE）
12. 爆乳ムチムチ妻の下品なマラ喰い肉欲生活（4月1日、プラネットプラス）
13. 春菜はな 20時間13分ベスト（4月25日、セレブの友）※単体ベスト
14. 爆乳を堕とす濃厚な一撃（4月26日、ワープエンタテインメント）
15. ムチムチ豊満ドスケベデカ尻ブルマー（5月7日、デジタルアーク）
16. 爆乳デカ尻 年の差同性愛(レズビアン)（5月13日、セレブの友）
17. 子作りに悩む巨乳の義母が息子の勃起チ○ポを見て愛液ジワリ! あまりのたくましさに理性保てず旦那には絶対内緒の馬乗り逆夜這い! 母性溢れるおっぱいを揺らしながら悶絶イキ! 妊娠するまで何度も中出し! 5（5月17日、V&R PRODUCE）
18. ゆ～っくりね～っとりじ～っくり男を責めて快楽絶頂に導くスローSEX痴女4本番 (6月14日、ケイ・エム・プロデュース/BAZOOKA)
19. 「あっ!ナマで入っちゃった!」オイル素股でマ○コにチ○ポを擦りつけてたら気持ち良すぎてヌルッと…中出しSEXまでヤッちゃったデリヘル嬢たち7 (6月20日、グローリークエスト)
20. 母子姦 (7月4日、グローリークエスト)
21. 祝!!熟れコミ50作突破記念作品!!熟女凌辱の新進気鋭!!原作:越山弱衰 人妻ナンパNTR温泉 旅行先でナカよく種付けされました (7月7日、マドンナ)
22. OPPAIナーススペシャル 巨乳痴女医科大学 パイズリ中出し精液採取科 (7月19日、OPPAI)
23. S級熟女コンプリートファイル 春菜はな 6時間 (7月19日、VENUS) ※単体ベスト
24. 研修旅行NTR乱交 春菜はな 会社の研修旅行で酒と媚薬を飲まされた恋人が新入社員達に寝取られてしまいました… (8月1日、Fitch)
25. 「もう…声出ちゃう…」父の横で眠るスーツ姿のご無沙汰デカ乳義母に欲情した息子が決死の覚悟で夜這い!膣奥突かれた瞬間に目覚めた義母は喘ぎ声を押し殺しながら悶絶絶頂! (8月2日、V&R PRODUCE)
26. 隣人の情婦になってしまった妻 16 (8月7日、JET映像)
27. ヒロイン白目痙攣ドミネーション (8月23日、GIGA)
28. AV界の至宝!爆乳巨尻の肉感クイーン (10月11日、ケイ・エム・プロデュース/肉盛)
29. 寝取られメモリアルヌード撮影会 (10月31日、センタービレッジ)
30. 春菜はなが騎乗位スタイルでサービスしてくれる泡洗体マッサージ (11月7日、Mr.michiru)
31. 大人になった、春菜はな ボディータイツ・パンスト・レオタードがフィットするエロい女 (11月12日、MERCURY)
32. いじわるご奉仕 癒しの巨尻ソープ嬢 (11月20日、MARRION)

2020年
1. 東京乳輪2020 爆乳類最強の金メダルは誰の手に!?（2月6日、ROCKET）
2. 僕のねとられ話しを聞いてほしい 子供の喧嘩で謝罪に行ったらDQNな保護者に理不尽に脱がされ揉まれ寝盗られた妻（2月7日、JET映像）
3. 埋もれたくなる爆乳 春菜はな8時間BEST（2月13日、Fitch）※単体ベスト
4. もがくほど抜け出せない吐息と熱気が充満する汗だく密室性交（3月1日、Fitch）
5. 父の介護に来る中出し人妻ヘルパァ（3月26日、タカラ映像/ALEDDIN）
6. 夫が長距離運送中、自宅でまめどろされた妻（5月7日、JET映像/卍GROUP）
7. 春菜はなの入浴パコパコSTRONG ERO 風呂でストロング飲んでパコりたい。（5月27日、MERCURY）
8. コンビニ本部の女（6月7日、JET映像/卍GROUP）
9. 兄貴の嫁のパイオツを、僕は毎日揉んでいる。（7月1日、熟女大学/熟女卍）
10. 憧れの爆乳先生と行く!! 一泊二日のわくわく温泉修学旅行（6月11日、グローリークエスト）
11. まるっと! 春菜はな（7月1日、プラネットプラス）※単体ベスト
12. やらしい! えろい! だらしない! デカ乳ハミ尻奥さまのむっちむち肉汁フェロモン（7月3日、ワープエンタテインメント/COBRA）[14]
13. 北関東方面への一泊二日の地方出張で会社の経費削減の一環でツインの相部屋で現地泊する事になってしまった女上司と絶倫部下（8月7日、JET映像）
14. あん時のセフレ...は友人の母親（8月27日、タカラ映像）
15. 巨乳同士の濃厚3Pレズビアン ～黒宮えいみがレズ解禁作にして本気同性愛覚醒～（9月13日、セレブの友）
16. 爆乳Legend エロ黒姉さん 春菜はなの世界 BLACK QUEEN EROS（9月27日、MERCURY）
17. 立ったまま濃厚キスして垂れる涎でチ○ポをヌメらせる至高の手コキ（10月1日、グローリークエスト）
18. Mっ気のある人妻を拘束逝かせSEX（10月1日、プラネットプラス）
19. 近所の不良主婦にそそのかされてモグリの団地妻売春サークルに名前だけ登録させられたウチの妻（10月7日、JET映像）
20. 私欲の為にパパ活するガードのユルい高学歴女子大生に生中出し2（10月9日、宇宙企画）
21. 突撃訪問SEX！ビビッと即ハメで午前中にスッキリ！朝しか自由のない専業主婦の家を訪ねて中出ししたら即退散！3（10月15日、グローリークエスト）
22. 夫の上司や同僚と浮気するKカップ＆デカ尻すけべ奥様 寝取られ肉感ボディ巨乳尻マゾ妻 バスト108cm×ヒップ100cmの豊満ボディをフィッシュレンズ迫力撮影（10月19日、熟女はつらいよ）
23. お色気P●A会長と悪ガキ生徒会（11月5日、グローリークエスト）
24. 留年した息子を惑わすKカップ義母（11月19日、KSB企画/エマニエル）
25. 超母性的 爆乳レディ（11月20日、JAMS）
26. ネトラレーゼ 誘ってよかった君の奥さんやっぱりすごくいいよ…（11月26日、タカラ映像）
27. 友達とケンカした時も…好きな子にフラれた時も…、義母さんのオッパイは、嫌な事全てを忘れさせてくれた…。（12月7日、マドンナ）
28. 全日本ねとられ大賞受賞作品 事務員の妻に面倒な客のクレーム対応を任せていたら理不尽な要求で謝罪させられ脱がされて揉まれて巨根でパコられて… 僕が気付いた時には身も心も寝盗られてしまっていた的な話です…（12月7日、JET映像）
29. ぶっかけられた爆乳人妻生保レディー（12月10日、ヒビノ）
30. SEXに飢えた人妻は雄の本能を呼び覚ます究極無比な巨乳を武器に発情する！2（12月11日、ケイ・エム・プロデュース/BAZOOKA）
31. 豊満すぎるムチムチKカップ奥さん 恥じらいながらもビンビンに感じるドスケベ妻を反り返りチ●ポでアクメ漬け（12月26日、シャーク）

2021年
1. 無職の義弟に押し倒された兄嫁（1月1日、熟女大学）
2. 社長のバカ息子に目を付けられた爆乳妻（1月7日、JET映像）
3. 内緒の昼顔 出会いの多い配達で（1月14日、タカラ映像）
4. 豪華ムチムチ初共演!! 汗だく義姉の爆乳密着 ザーメン奪い合い中出し逆3P（1月25日、マドンナ）
5. 「あなた、ごめんなさい…。」妊娠危険日にムリヤリ義父に種付け中出しされています…（1月29日、人妻花園劇場）
6. 息子の友達のマセガキ共に性処理させられザーメンまみれの母親（2月11日、ヒビノ）
7. おばさんの肉体が気持ち良過ぎるから～ボクのおばさんは超名器だった～ Part2（2月13日、MOODYZ）
8. もっこり指圧師のデカチンでモミモミ施術されメリメリ開通工事されメロメロにされた巨乳嫁（3月7日、JET映像）
9. ネトラレーゼ 親戚の叔父さんに寝取られた話し（3月11日、タカラ映像）
10. W肉便器 巨乳の人妻達を同時に変態調教した記録（3月13日、Fitch）
11. 「オッパイに埋もれてイキたいあなたへ!!」 W神乳むっちり挟撃でイカせ尽くす逆3P中出しビッグバンエステ（3月19日、OPPAI）
12. 汚い尻穴をペロペロ嬉しそうに舐めチ○ポをシコシコしごきイカせる!!（4月1日、グローリークエスト）
13. 妄想爆発 姉が裸でウロウロするもんで目のやり場に困るんだが…!?（4月12日、MERCURY）
14. 初体験の女性は（4月22日、タカラ映像）
15. 彼氏と別れたばかりの爆乳Kカップお姉さん 圧倒的肉感ボディで中年チ●ポとむさぼるセックス!（4月24日、オイスター海運）
16. 憧れの先輩と可愛い後輩 春菜はなと辻井ほのかが超巨乳同士でレズビアンSEX（4月25日、セレブの友）
17. 夫の同僚に言い寄られて…… 独身で風俗マニアで無類の巨乳好きな同僚がウチの嫁（爆乳）に食いついてしまったようで……（5月7日、JET映像）※Blu-ray同時発売
18. 欲求不満の爆乳尻妻が男達を誘惑する 性欲モンスター肉感ボディM痴女妻 Kカップとデカ尻を責められイキまくるマゾ奥様（5月19日、卍GROUP）※Blu-ray同時発売
19. 春菜はなを本気で酔わせてみる1日呑んだくれAVドキュメント! （5月26日、セレブの友）
20. 億り人様に揉みまくられて……… カリスマ投資家に泣く泣く抱かれた爆乳妻（6月7日、卍GROUP）
21. ママ友の誘い（6月10日、タカラ映像）
22. 15人の語りかけ誘惑オナニー撮り下ろし大全集! アナタだけを見つめて、何度も何度もイキまくる!（6月25日、セレブの友）
23. 残業中、2人きりの社内でパツパツスーツの行き遅れ巨乳おばさんを孕むまで何度も中出しした。（7月2日、LUNATICS）
24. 夫婦念願の田舎暮らし…だがそこで農業従事者様のデカチンをめりめり挿れられてめろめろにされた妻（7月7日、JET映像）
25. 1K部屋呑みドキュメント Kカップ春菜はなとお部屋で1日ハメハメしてみた（7月7日、妄想族）
26. 義母さんだって孕みたい。（7月8日、タカラ映像）
27. 予備校通いの童貞学生に合格祈願で仕方なく揉ませてあげた優しい優しい巨乳主婦（8月1日、卍GROUP）
28. ヤリたい盛りの年下君を生脱ぎパンティで優しく包んで搾り取った主婦（8月7日、JET映像）
29. 素人NTR投稿 兄貴の嫁さんを寝取ってヤッちゃったところを盗撮→ハメ撮りして投稿しました 義姉さんの豊満な肉体に興奮して大量中出し（8月13日、KARMA）
30. 夫に内緒で義父に頼んだ妊活（9月9日、タカラ映像）
31. パート先の中年男に駅の便所でハメられた妻2（9月14日、JET映像）
32. 職場の親睦会で飲み過ぎたパート人妻さんをお持ち帰りして宅飲みでナマまんゲットした盗撮素材をせっかくなのでそのままAV転売します6（9月21日、カルマ）
33. 汗だく濡れ透けパイ揉み爆乳NTR 水回りの修理業者に濡れ透け汗だくでねとられた爆乳主婦（10月12日、JET映像）
34. ディルド大好き15人の激イキオナニー ～お気に入りのディルドで自らのマ○コを刺激し激しく腰を振る女たち！（10月14日、セレブの友）※オムニバス作品
35. 春菜はなの爆乳劇場 Kcup！108cm（11月1日、プラネットプラス）
36. 不登校の生徒宅へ熱心に家庭訪問に来るキリッとした性格の才色兼備な爆乳女教師が汚部屋で押し倒されて 男子生徒のカリ太びんびんフル勃起のデカチンで健闘むなしく快楽堕ち！！ 2（11月9日、JET映像）
37. 痴女タクシードライバー3～Kカップ爆乳と美しい笑顔で今日もデカチンを狩りまくる！〜（11月23日、セレブの友）
38. 代理出産の母（11月25日、タカラ映像）
39. 東京ハプニングバー（11月27日、マーキュリー）
40. アパート大家のデカチンをめりめり挿れられめろめろにされた清貧の爆乳妻（12月14日、JET映像）
41. 七瀬いおりレズ解禁！×春菜はな×新村あかり～巨乳美女3人が激しく絡み合う淫乱レズSEX！（12月28日、セレブの友）

2022年
1. 巨乳母娘WNTR海外から帰国したデカチンの叔父に母と妹が親子丼SEXされまくってしまった悪夢の三日間（1月4日、グローリークエスト）
2. 父親の出張中、パツパツ巨乳義母のドスケベおっぱいに我慢できず孕むまで何度も中出しした。（1月4日、ルナティックス）
3. 隣の爆乳妻 泥酔し部屋を間違え「ただいま～！」（1月5日、プラネットプラス）
4. 清掃員の爆乳妻NTR 恥辱のねとられビル清掃（1月11日、JET映像）
5. 彼氏を交換する3姉妹 春菜はな・新村あかり・七瀬いおりの彼氏スワッピング物語（1月25日、セレブの友）共演：新村あかり、七瀬いおり
6. 男に迫られると股を開きヤラれてしまう 断りきれない肉感ボディ巨乳尻マゾ妻 Kカップと巨尻を責められイキまくるM奥様（1月25日、熟女はつらいよ/熟女卍）
7. 妻みぐい不倫旅行 はな（仮名）（1月27日、マーキュリー）
8. 僕の妻が…義父と義兄にも抱かれてた現実…（1月27日、タカラ映像）
9. パート妻、初めての膣奥… おとなしくて草食系だが何気に巨根なバイト君に夫では届かぬ膣奥を突かれて快楽堕ちしてねとられた爆乳主婦（2月8日、JET映像）
10. セルフ乳首舐めオナニー（3月1日、グローリークエスト）他出演：姫咲はな、辻井ほのか、推川ゆうり、浜崎真緒、夕季ちとせ、三島奈津子、優月まりな、枢木みかん
11. 仕事で落ち込む新卒童貞社員に夫に内緒で揉ませてあげたボインで優しい上司の妻（4月5日、熟女大学/熟女卍）
12. 恋人いちゃラブドキュメント Kカップお元気娘 春菜はなちゃんと1日イチャイチャデート（4月5日、妄想族）
13. 巨尻誘惑メンズエステ ド迫力杭打ちピストン騎乗位で連続射精に導くスゴ腕肉感エステティシャン（4月5日、妄想族）
14. こんな私で「ごめんなさい」オナニー全員集合! 2（4月12日、セレブの友）他出演：白桃はな、さつき芽衣、新村あかり、望月あやか、伊東める、小向まひる、風間希、大河まりあ、吉良りん、悠月アイシャ、高瀬りな、三尾めぐ、七瀬いおり、朝倉ここな
15. AV女優の恥ずかしい局部アップ 裸のコレクション（4月12日、マーキュリー）他出演：紗々原ゆり、乙葉カレン、心実るな、塚田詩織、高橋りほ、宝田もなみ、若月みいな、美園和花、本真ゆり、美倉あやみ、蒼井れいな、加藤ツバキ、小梅えな、宮沢ちはる、高橋瀬里奈、吉根ゆりあ、椿りか
16. キャンピングカーNTR 巨根男のキャンピングカーでずぽずぽゆさゆさねとられた妻（4月12日、JET映像）
17. 爆乳奥様を盗撮 昏睡レイプ 強制ハメ撮りで中出し（4月19日、カルマ）
18. これを見れば全てが解る!『春菜はな』のレズビアンSEXの歴史 16時間26分 7枚組ベスト!（4月26日、セレブの友）
19. お義母さん、にょっ女房よりずっといいよ…（4月26日、タカラ映像）
20. 彼女に内緒で彼女の母ともヤってます…（5月10日、JET映像）
21. 引退した私が優しくて美人な倅の嫁と日常的にSEXしている様子が録れましたのでせっかくなのでそのままAV転売致します3（5月17日、カルマ）
22. 巨乳・淫乱・性獣たちの最狂レズビアン（5月24日、セレブの友）共演：望月あやか、 新村あかり
23. JET映像 春菜はなBEST2!! 11タイトル4枚組16時間（6月14日、JET映像）
24. 同窓会の後は…（6月14日、タカラ映像）
25. 春菜はな 完全撮り下ろし激エロ・3SEX（6月14日、セレブの友）
26. パワハラ気質で生理的にぜったい無理な夫の上司に同行した地方出張で悶絶の絶倫巨根で突かれまくった僕の妻が健闘むなしく翌朝までには快楽堕ちしてしまった……的な話です（6月14日、JET映像）
27. 春菜はなBEST（6月21日、グローリークエスト）
28. ド淫乱女優限定! 性欲が暴走するイキ狂い大乱交合コン!（6月29日、セレブの友）共演：望月あやか、 新村あかり
29. 尻地獄 Level 2 春菜はな（7月7日、Mr.michiru）
30. 中間管理職NTR 上から下からの板挟みで上司と部下の巨根に溺れた爆乳妻（7月12日、JET映像）
31. 親戚の叔母さんのデカ乳があまりにもエロ過ぎたのでダメ元で頼んだら、「一回だけよ?」と内緒で筆下ろし…結局その後勃起する度に求め合ってハメまくり中出しした思い出（7月19日、グローリークエスト）[8]
32. 子供が生まれてから育児ノイローゼになり義父に体を弄ばれ身も心もやさぐれて廃人になった爆乳妻（7月26日、マザー）
33. 女優×コスハメ 春菜はなちゃんと5コスプレ生ハメ撮り（8月2日、パコパコ団とゆかいな仲間たち/妄想族）
34. デカチン近親相姦 息子の硬くソリ返るズル剥けチ●ポにねとられた母 私…息子の巨根でイカされてしまいました…（8月9日、JET映像）
35. 欲求不満妻の民宿逆ナンパ！むっちり爆乳サンドイッチSEX（8月16日、Fitch）共演：織田真子
36. JET映像7周年記念連続ドラマねとられ三部作 僕の嫁さんをねとられたからお宅の嫁をねとりかえす 【第1話】 春菜夫婦の場合（9月13日、JET映像）
37. 豊満な肉体で義父と禁断の奉仕SEX どすけべ介護肉感ボディ爆乳尻マゾ妻 医者たちにデカ乳＆デカ尻を責められイキまくる（9月27日、熟女はつらいよ/熟女卍）
38. いちゃパイ! Kカップ爆乳お元気娘・春菜はなちゃん＆ドM新人天然Hカップお姉さん・安藤詩ちゃん（10月7日、プレステージ）共演：安藤詩
39. オイルマニア（10月20日、プラネットプラス）
40. 娘の彼氏がデカチンで… 夫と娘に内緒で彼氏の巨根でめりめりされた妻 3（11月8日、JET映像）
41. 時間を止める力を持ったド淫乱痴女! 5（12月13日、セレブの友）
42. 突然の豪雨でズブ濡れ… 帰れなくなった憧れの家庭教師（12月20日、プラネットプラス）

2023年
1. 春菜はな まるごと完全収録1144分BEST2（1月10日、セレブの友）※ 単体ベスト
2. 本能丸出し変態SEX（1月24日、AVS collector’s）
3. これは部下に厳しいムチムチ女上司にセクハラしたら怒られるどころかセックスまで出来た話です。（1月24日、マドンナ）
4. 美熟女ヌード観察50人（1月24日、ケイ・エム・プロデュース）他出演：通野未帆、木村穂乃香、紗々原ゆり、平井栞奈、峰田ななみ、水谷心音、 森沢かな、波多野結衣、初音みのり、青田悠華、田中なな実、姫川礼子、今藤霧子、小早川怜子、野咲美桜、東凛、夏川あゆみ、白河花清、豊永映美、黒川珠美、青木玲、柚木ひおり、松河智奈美、加藤ツバキ、東あかり、二宮和香、広瀬りおな、黒川すみれ、小林真梨香、柏木舞子、北川真由香、水谷あおい、夏川栞歩、葵百合香、瀬崎彩音、池谷佳純、美原すみれ、佐伯由美香、桃井しずか、大橋紗奈、弘中優、妃ひかり、翔田千里、岡江凛、天野るみ、水上由紀恵、織田真子、皇ゆず、西園寺美緒
5. 濡れた女肌が艶っぽい 湯けむり中出し露天風呂（1月27日、	MERCURY）他出演：今井夏帆、南梨央奈、加藤あやの、東凛、東條なつ、川上ゆう、渚みつき、NAO
6. むっちり肉弾女の圧迫男喰い（2月7日、デジタルアーク）
7. 完全プライベート映像 伝説のKカップ爆乳美女・春菜はなちゃんと初めての二人きりお泊まり（2月7日、パコパコ団とゆかいな仲間たち/妄想族）
8. 熟女大学集中講義! フル尺収録！春菜はな SUPER BEST（2月7日、熟女大学/熟女卍）※ 単体ベスト
9. 妻のスイッチが入る瞬間… テクニシャンな指圧師に一番敏感な愛の呼び鈴を執拗に鳴らされ続けて…（2月14日、JET映像）
10. W巨乳奴隷（2月28日、グローリークエスト）共演：宝田もなみ
11. ‘INGO’ IN GOD ECSTASY 悩殺エロヴォイスと卑猥な淫語で男の理性を狂わす洗脳痴女責め!! スケベ痴女淫語（2月28日、AVS collector's）
12. 中年男の性欲ドキュメンタル 肉欲豊満ボディ妻とオヤジの汗だく性交 一日中ヤラれ放題の爆乳奥様（2月28日、熟女はつらいよ/熟女卍）
13. ベロ酔いベロちゅうドキュメント 天然Kカップ伝説の爆乳お姉さん 春菜はなちゃん酒飲んでとことんベロちゅうしちゃいました（3月7日、パコパコ団とゆかいな仲間たち/妄想族）
14. 3P乱交はだかのセックス11人（3月12日、MERCURY）他出演：宝田もなみ、吉根ゆりあ、加藤ツバキ、若月みいな、夕季ちとせ、高橋りほ、 椿りか、美園和花、塚田詩織、推川ゆうり
15. 媚薬の代金を体で払いすぎて廃人になってしまった爆乳妻（3月28日、マザー）
16. 全編オール裸!! 全裸図鑑49人（4月5日、プラネットプラス）他出演：飛鳥りいな、花宮あむ、芦名はるき、堀内未果子、渚みつき、黒川晴美、凛音とうか、春乃おと、川上ゆう、今井夏帆、本田瞳、星乃水音、塚田詩織、星谷瞳、小花のん、長谷川古宵、岸和水、小野寺真優、水原みその、白花こう、宝田もなみ、結城のの、菊池まや、竹内夏希、佐久間泉、姫咲はな、一ノ瀬のどか、神坂朋子、如月美嘉、三尾めぐ、香椎佳穂、松本菜奈実、木下彩芽、中島あつこ、鈴木真夕、朝日奈かれん、浜崎真緒、美園和花、花崎こはる、夏向ここの、夏目藍果、百瀬凛花、若月みいな、流川莉央、美波もも、早田菜々子
17. 浮気現場やオナニーを覗かれて 大嫌いなセクハラ義父に死ぬほどイカされる爆乳尻嫁 欲求不満が爆発して昇天絶頂（4月18日、カルマ）
18. 究極のオナサポ！主観命令オナニー! エロい身体で最高の射精に誘う厳選人気美女優15人!（4月25日、セレブの友） 他出演：新村あかり、望月あやか、枢木あおい、若宮はずき、山本蓮加、北乃ゆな、唯奈みつき、緒川はる、有岡みう、斎藤あみり、白花こう、霜月るな、皇ゆず、竹内美涼
19. The Ultimate Best 8時間（4月25日、セレブの友）
20. 旦那直送貸し出し妻 爆乳ドM人妻NTR はな（5月2日、パコパコ団とゆかいな仲間たち/妄想族）
21. いちゃはこっ!  神ボディイチャラブ頂上決戦 SSS美BODYエロお姉さん・スミレちゃん＆超絶爆乳お元気中出しOK娘・はなちゃん（5月5日、SUKESUKE）他出演：水川スミレ
22. SUPER FISHEYE FETISHISM 迫力興奮蜜写 介護士ムチムチ肉感どすけべBODY（5月9日、AVS collector’s）
23. 完全フル収録! まるごと! 春菜はなBEST（5月16日、カルマ）
24. もう巨根しか愛せない…（6月13日予定、JET映像）

### アダルトVR
- 優しいパイズリ（11月24日、ドリームチケット）

- 姉さん超事件です!!（2月16日、イエロー/妄想族）
- 熟れた谷間に焦らされて…（2月16日、ワープエンタテインメント）
- Kカップの美爆乳に顔が埋もれるパフパフとチ○ポだけでなく腕まで包み込むパイズリとマ○コの匂いを感じる顔騎クンニとキスされまくり対面座位と目の前でオッパイが揺れる騎乗位と覆いかぶさり正常位セックス【生中出し】淫語たっぷりお姉さんVer.（2月23日、アリスJAPAN VR）
- 濃厚密着生中SEX! 友達のお姉ちゃんはどエロなKカップ美女!（3月20日、KMPVR）
- 即尺＆即座位で癒してくれる僕専属ソープ嬢とのローションマット (体の上をヌルヌル往復して接近したときキス＆背面でアナルが超接近) とチ○ポが埋まるパイズリとKcupオッパイがプニプニ当たる覆いかぶさり騎乗位とキスたっぷり対面座位【生中出し】（3月23日、アリスJAPAN VR）
- W爆乳マニアックスVR（6月13日、WANZ VR）
- もしも彼女がAV女優 春菜はなだったら… 夢の四畳半同棲生活（7月6日、WOW!）
- 長尺VR 徹底攻略VR【極】（8月10日、徹底攻略VR）
- もしも、春菜はなちゃんが僕の彼女だったら!?（9月30日、TMAVR）
- デカ尻マニアックスVR（11月30日、WANZ VR）
- ち○ぽ君の大冒険（12月20日、こあらVR）

- 巨乳×爆乳×美乳 おっぱいもみもみVR 大好きなおっぱいを思う存分もんでみたッ!!（1月28日、CRYSTAL VR）
- HQおっぱい共演!! 温泉旅館でぷるるん爆乳ピンクコンパニオンにまとめて中出しVR!!（11月28日、MOODYZ VR）

- 美女に怒られながらシコシコVR!!（1月3日、WANZ VR）
- 最高にスケベな密着爆乳プレイが体験できるおっぱい好きのための超濃厚肉感オイルマッサージ（8月21日、P-BOX VR）
- 女上司と二股不倫で密かにオフィスラブを満喫してたら出張先で2人にバレてしまい平謝り！罰として精魂尽き果てるまでヌカれ続けた僕（10月30日、マドンナ）共演：葵百合香

- 変態ママが毎朝犯すのは成長期の息子! テカテカ＆汗だく濃厚淫乱性交VR（7月15日、肉キュンパラダイスVR）
- 耳トランス Kカップ爆乳プレイとクチュクチュ音で最高の脳トリップ痴女プレイ!（8月6日、ケイ・エム・プロデュース）
- Kカップに溺れる!! 窒息オッパイPlayで痴女られる爆乳高精細VR（9月1日、MONDELDE VR）
- 【時間無制限! 発射無制限!】指名No.1泡姫【ムッチリ肉感超乳Kcup108cm】即尺パイズリ濃厚サービス! 規格外の美爆乳しかいないと噂の【ゴムNG超高級中出しソープ】（9月29日、こあらVR）
- 【悪徳マッサージ】Kカップ超神乳の超肉感美女に日本未承認【超強力媚薬】でエロ女に豹変!【淫語連発】【エビ反り痙攣絶頂】を繰り返す早漏オンナと【挟射連発・顔射・中出し】キメパコSEX（10月30日、こあらVR）

- 【囁き淫語＆舐め特化VR】16人完全撮りおろし（5月19日、こあらVR）他出演：水卜麻衣奈、冨安れおな、水谷心音、稲場るか、紺野みいな、南梨央奈、木下ひまり、一色彩葉、南乃そら、宮沢ちはる、高橋りほ、指原もえみ、柊木まりな、川菜美鈴、碓氷れん
- 【超爆乳高画質VR】 イヤラしすぎるランジェリーW痴女お姉さまの肉弾汗だくSEX 肉々しい痴女2人からエンドレスに理不尽な調教セックスで責められ続けるM専VR（8月17日、ワンズファクトリー）共演：松本菜奈実
- 狭い車内でKcup超デカパイ肉感BODYの彼女から濃厚誘惑! 愛液ダダ漏れムラムラ全開の超肉食に喰われヤリにヤリまくった【挟射・顔射・中出し3発射】炎天下汗だくカーセックス（11月17日、こあらVR）

### 写真集
- 憧憬（2009年8月25日、彩文館出版、撮影：ALEX WON）ISBN 978-4-7756-0426-7
- 月刊 春菜はな（2010年2月25日、新潮社、撮影：藤代冥砂）ISBN 978-4-10-790214-6
- Opa!（2010年8月25日 音楽専科社、撮影：渡辺達生）ISBN 978-4-87279-237-9
- 悦・艶（2014年10月23日、双葉社、撮影：福島裕二）ISBN 978-4-575-30770-2
- 一輪の花（2019年1月27日、彩文館出版、撮影：ALEX WON）ISBN 978-4775606070

### モデル
- 『 NUDIALITY vol.1 』 - slender & glamour nude pose book（2015/8/25、ワニブックス）葵つかさとの共演
- 原寸大おっぱい図鑑 Ecstasy（2017年11月17日、一迅社 撮影：須崎祐次）Kカップ担当

### 雑誌グラビア
- 週刊実話（2019年3月7日号）

### Webグラビア
- Graphis Gals 「Fourth Dimension」（2010年12月、撮影：中山雅文、グラフィス）
- Graphis LIMITED EDITION（2011年9月、撮影：中山雅文、グラフィス）

## 執筆

### コラム
- ご無沙汰ぶっちゃけ！（2018年4月10日[15]‐、東スポ裏通り）

## 製品

### フィギュア
- PLAMAX Naked Angel 1/20 春菜はな（2022年7月26日、マックスファクトリー）

### アダルトグッズ
- EXTRIP 春菜はな（2012年5月23日、EXE）※オナホール